# ريمي بوريول
ريمي بوريول (بالفرنسية: Rémi Pauriol )‏ (و. 1982  م) هو راكب دراجة هوائية فرنسي، ولد في آكس أون بروفانس، شارك في طواف إسبانيا، وسباق طواف فرنسا 2011، والألعاب الأولمبية الصيفية 2008، وطواف فرنسا، وسباق طواف فرنسا 2010.

## سجل الفوز

### سباقات أو مراحل فاز بها
| التاريخ        | السباق                                   | المركز                  |
| -------------- | ---------------------------------------- | ----------------------- |
| 01 يناير 2004  | 2004 Tour des Pays de Savoie             | الفائز في التصنيف العام |
| 03 أبريل 2005  | 2005 Tour du Lac Léman                   | المركز الثالث           |
| 30 يوليو 2006  | بولينورماند 2006                         | السادس في التصنيف العام |
| 01 يناير 2007  | كأس فرنسا لركوب الدراجات على الطريق 2007 | المركز الثالث           |
| 06 فبراير 2007 | سباق جائزة لا مارسيليس الكبرى 2007       | السادس في التصنيف العام |
| 06 أبريل 2007  | روت أديلي 2007                           | الفائز في التصنيف العام |
| 05 أغسطس 2007  | بولينورماند 2007                         | الرابع في التصنيف العام |
| 15 أغسطس 2007  | طواف أين 2007                            | العاشر في التصنيف العام |
| 16 مارس 2008   | باريس-نايس 2008                          | الخامس في تصنيف الجبال  |
| 04 أبريل 2008  | روت أديلي 2008                           | الخامس في التصنيف العام |
| 19 أبريل 2008  | طواف فينيستير 2008                       | المركز الثالث           |
| 25 مايو 2008   | فولتا كاتالونيا 2008                     | المركز الثالث           |
| 01 فبراير 2009 | سباق جائزة لا مارسيليس الكبرى 2009       | الفائز في التصنيف العام |
| 01 مارس 2009   | غران بريمو دي لوغانو 2009                | الفائز في التصنيف العام |
| 18 أبريل 2010  | طواف تركيا 2010                          | الفائز في ترتيب التسلق  |
| 13 مارس 2011   | باريس-نيس 2011                           | الفائز في ترتيب التسلق  |
| 26 فبراير 2012 | حلقة جنوب أرديتشي 2011                   | الفائز في التصنيف العام |
| 24 فبراير 2013 | كلاسيك سود أرديتشي 2013                  | المركز الثاني           |

## روابط خارجية
- ريمي بوريول على موقع الاتحاد الدولي للدراجات (الإنجليزية)
- ريمي بوريول على موقع أرشيف الدراجات (الإنجليزية)
- ريمي بوريول على موقع إحصائيات الدراجات الإحترافية (الإنجليزية)
- ريمي بوريول على موقع نسبة الدراجات (الإنجليزية)
- ريمي بوريول على موقع CycleBase (الإنجليزية)
- ريمي بوريول على موقع أوليمبيديا (الإنجليزية)
- ريمي بوريول على موقع اللجنة الأولمبية الفرنسية (مؤرشف) (الفرنسية)